# Pegomya elongata
Pegomya elongata är en tvåvingeart som först beskrevs av Wulp 1896.  Pegomya elongata ingår i släktet Pegomya och familjen blomsterflugor. Inga underarter finns listade i Catalogue of Life.